# Директива о бомбардировках по площадям

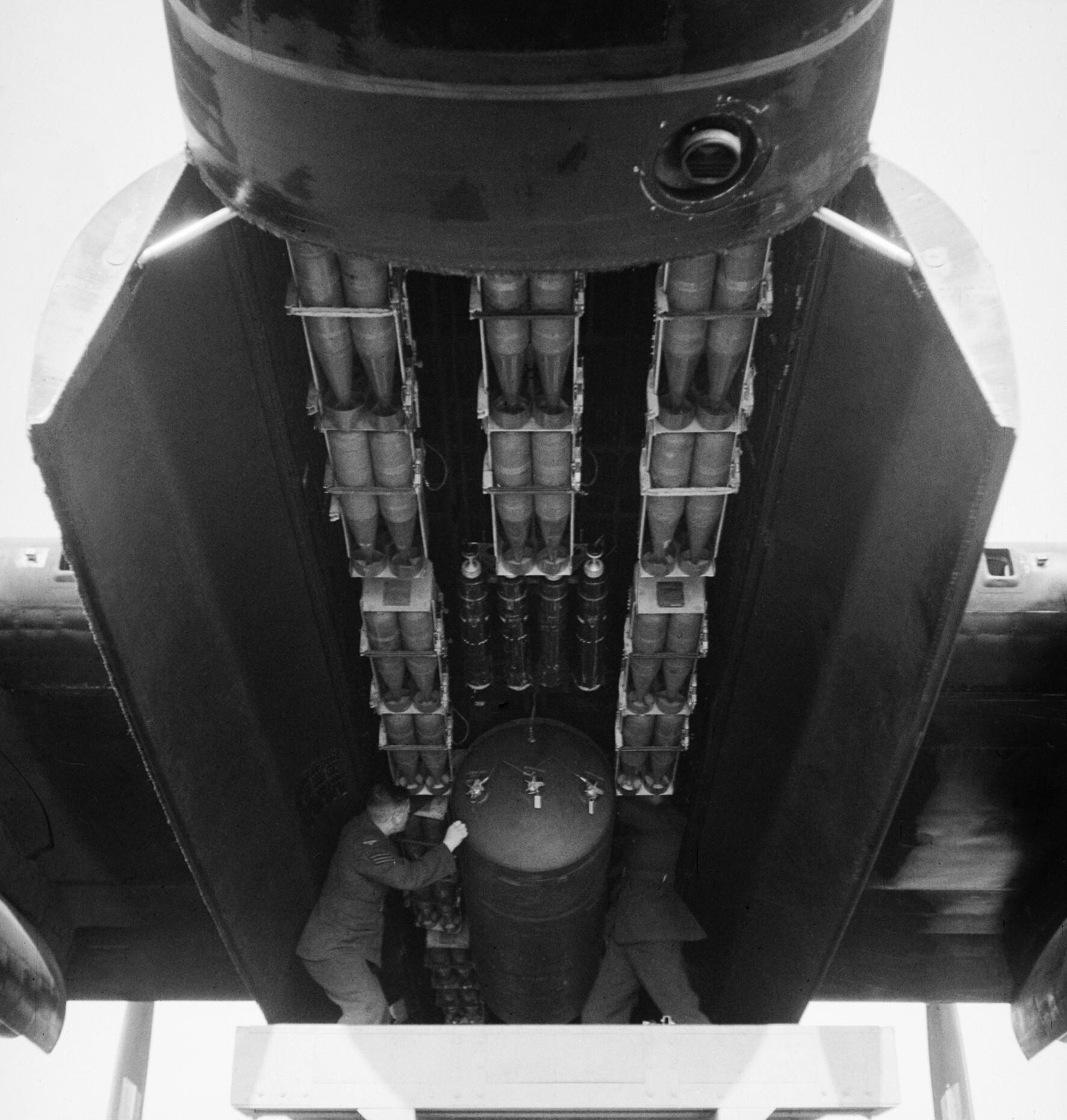
Бомбардировщик Avro Lancaster со стандартной загрузкой для ковровых бомбардировок городов, состоящей из фугасной бомбы "Блокбастер" массой 1800 кг и мелких зажигательных бомб, перед рейдом на Бремен. Сентябрь 1942 года

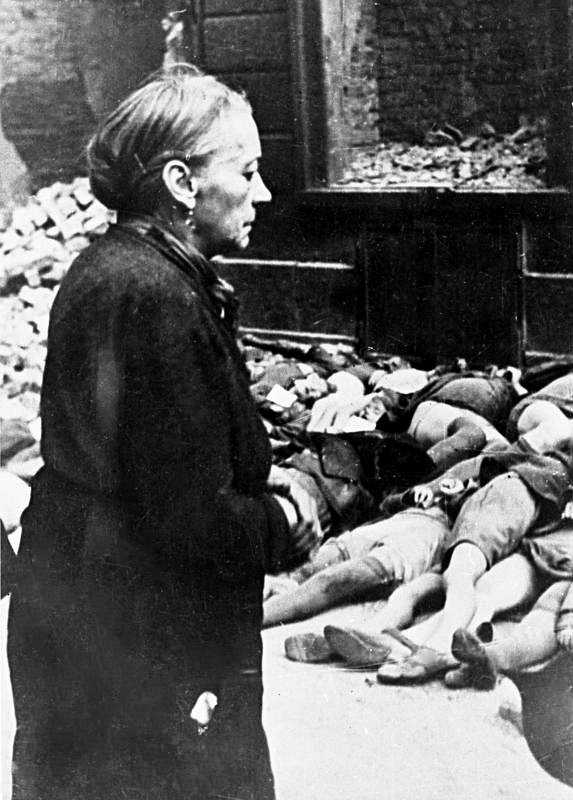
Пожилая женщина перед телами детей, убитых в ходе налета английских бомбардировщиков на Кёльн.

Директива о бомбардировках по площадям (англ. Area bombing directive) — Общая директива № 5 (S.46368/111. DCAS) Министерства авиации Великобритании, предписывавшая Королевским военно-воздушным силам ковровые бомбардировки жилых кварталов крупных городов Германии с целью уничтожения рабочей силы и подрыва морального духа гражданского населения.

## Предыстория и реализация
Общая директива № 5 (S.46368/111. DCAS)) представляла собой поправку от 14 февраля 1942 года к Общей директиве № 4 (S.46368 DCAS), изданной Министерством авиации Великобритании 5 февраля 1942 г., которая указывала  бомбардировочному командованию Королевских ВВС в качестве приоритетных целей промышленные предприятия в оккупированной Франции. Общая директива № 5 меняла приоритет с Франции на Германию, также вместо промышленных предприятий в качестве приоритетных целей указывались жилые кварталы немецких городов. 
Такие цели для бомбардировщиков соответствовали так называемой "доктрине Дуэ", согласно которой массированные бомбардировки городов, помимо разрушения военно-промышленных объектов и поражения войск, должны деморализовать противника и принудить его к капитуляции.
Кроме того, выбор в качестве целей жилых кварталов городов объяснялся крайне низкой точностью бомбометания английских бомбардировщиков, не позволяющий эффективно поражать сравнительно небольшие по площади объекты. Например, даже при бомбардировке такого большого города, как Эссен с 8 на 9 марта 1942 года, бомбы часто были сброшены на расстоянии до 20 км от цели.
В директиве от 14 февраля 1942 года  перечислены основные промышленные районы, находящиеся в пределах 350 миль от авиабазы Милденхолл, что несколько превышает максимальную дальность радионавигационной системы GEE. 
Директива предписывала «сосредоточить атаки на моральном духе гражданского населения противника... В случае беспокоящих нападений в Берлине поддерживать страх перед рейдами ...».
Директива, изданная 14 февраля, перечисляла промышленные районы северного побережья (в пределах досягаемости GEE) и промышленные районы за пределами оперативной досягаемости GEE (Берлин, а так же северная, центральная и южная Германия) в качестве второстепенных целей, подлежащих бомбардировке, когда погода над этими целями более удобна для бомбометания, чем над основной территорией. Немецкими городами, упомянутыми поименно и подвергшимися ковровым бомбардировкам, должны были стать Эссен, Дуйсбург, Дюссельдорф и Кельн. Бийанкур в оккупированной Франции, который был основной целью в директиве, изданной 5 февраля (директива Министерства авиации 46268 DCAS) и непосредственно предшествующей этой, должен был стать второстепенной целью (он был разбомблен в ночь с 3 на 4 марта). Кроме того британским ВВС также было поручено проводить специальные операции для поддержки комбинированных операций, такие как периодические бомбардировки целей, имеющих непосредственное стратегическое значение, например военно-морских подразделений, но он только в том случае, если были упущены хорошие возможности для атаки основных целей - жилой застройки городов.
На следующий день после издания директивы (15 февраля) начальник штаба авиации Чарльз Портал обратился за разъяснениями к заместителю начальника штаба авиации вице-маршалу авиации Норману Боттомли, составившему ее, который ответил: "Ясно, что точками прицеливания будут жилые районы, а не, например, верфи или авиационные заводы, упомянутые в Приложении А. Это должно быть совершенно ясно, если это еще не понятно ".
Первой инициированной директивой крупной целью, атакованной в рамках кампании, был Эссен в ночь с 8 на 9 марта 1942 года. За этим предписывались неоднократные бомбардировки фугасными и зажигательными бомбами на Эссен и три других крупных города в Руре, а затем, «при удобном случае, на четырнадцать других промышленных городов в северной, центральной и южной Германии».
Кроме «Директивы о бомбардировки по площадям», в «Общую директиву №4» в период с 21 марта по 3 сентября 1942 г. было внесено восемь дополнений.
«Директива о бомбардировке по площадям» была заменена Касабланкской директивой.  (CS 16536 S.46368 ACAS Ops), которая была одобрена Объединенным комитетом начальников штабов на их 65-м заседании 21 января 1943 года и издана командующими ВВС Великобритании и США 4 февраля 1943 года.